# 张焕乔
张焕乔（1933年—），男，四川巴县人，中国核物理学家，中国原子能科学研究院研究员，北京串列加速器国家核物理实验室主任。

## 生平
1956年毕业于北京大学技术物理系。1997年当选中国科学院院士。